# الدوري الإيطالي 1947–48
الدوري الإيطالي الدرجة الأولى 1947–48 (بالإيطالية: Serie A 1947-1948) هو موسم من الدوري الإيطالي الدرجة الأولى. أقيم خلال الفترة 14 سبتمبر 1947 وحتى 4 يوليو 1948، وفاز فيه نادي تورينو.